# 鍾凱琪
鍾凱琪（英語：Kitty Chung Hoi Kei，1986年9月14日—），香港女演員及日語老師，亦為無綫電視特約演員，憑在無綫電視處境劇《愛·回家之開心速遞》飾演「池美麗」而為人熟悉。

## 簡介
鍾凱琪從小在單親家庭長大，是家中獨女，年幼時曾學過中國舞，亦曾就讀九龍塘方方樂趣英文小學、德蘭中學（2004年中五）及香港中文大學專業進修學院。2001年5月，山下智久伴隨日本男子歌唱組合 KinKi Kids 到台北與香港參與共6場的演唱會《KinKi Kids Returns！2001 Concert Tour in 台北 & 香港》，她為了追星而開始自修日語，更學習早安少女組的歌舞。2005年初，她見無綫電視《娛樂大搜查》裡提及有關《殘酷一叮》的招募內容，便以玩票性質參加該節目；在首集以松浦亞彌歌曲《Ne~e?》參賽，最終能夠唱到五十三秒才被叮走。後來她因知道謝霆鋒及謝東閔會擔任評判，又因密集式排隊參加試叮大會，讓監製覺得很有誠意，遂給多一個參賽機會。她於第九集扮兔子和以早安少女組的歌曲《愛の園 ～Touch My Heart!》參賽，可是唱不夠六秒走就被容祖兒叮走，隨後選擇加入無綫電視做特約演員。
自2005年開始，鍾凱琪一直在無綫電視飾演一些不起眼的角色，而第一套劇集是2006年首播的《潮爆大狀》，不過做了十二年特約演員都沒有令觀眾留意，直至2017年於《愛·回家之開心速遞》參演固定角色「池美麗」才逐漸受關注。後來因網民發現她與「飯托 Karen」樣貌極度相似，而要求編劇寫一個單元故事講述「美女飯托」事件，並找鍾凱琪飾演該集主角。雖然無綫電視初時也有找她飾演「美女飯托」，但只是在 Big Big Channel 的火鍋廣告，直到《愛·回家之開心速遞》第490集方於劇中還原事件。
《愛·回家之開心速遞》第576集播出後，網民因不滿劇情發展到池美麗介入金城安（周嘉洛飾）與譚育英（林凱恩飾）的感情，連累鍾凱琪遭受網民批評。而她也隨著在 Instagram 分享自己感受和希望將來能把負評變成正評。除拍攝劇集外，她也是一名全職日語老師，入行當演員只為夢想，本身仍每星期七天以私人形式，在朋友於大埔開設的補習社「創毅軒教育中心」教授日語，減輕家庭負擔。

## 演出作品

### 劇集
- 2006年：《潮爆大狀》飾 吳美美
- 2006年：《高朋滿座》飾 女營友（第120集）、肥婆芬（第154集）
- 2007年：《鐵咀銀牙》飾 自梳女
- 2007年：《兩妻時代》飾 女徵婚者（第6集）
- 2007年：《同事三分親》飾 李太媳婦（第64集）
- 2007年：《律政新人王II》飾 李麗妮（第1集）
- 2008年：《和味濃情》飾 店舖客人（第13集）
- 2008年：《畢打自己人》飾 同學、靚湯（第145集）
- 2008年：《金石良緣》飾 女子
- 2008年：《甜言蜜語》 飾 QQ妹參賽者
- 2009年：《王老虎搶親》飾 閨女
- 2009年：《烈火雄心3》飾 女子（第20集）
- 2009年：《美麗高解像》飾 伴娘（第20集）
- 2011年：《誰家灶頭無煙火》飾 女子（第158集）
- 2011年：《結·分@謊情式》飾 酒吧侍應（第42集）
- 2012年：《愛·回家 (第一輯)》飾 陳太（第315集）、健身客（第608集）
- 2013年：《舌劍上的公堂》飾 靚姐（第7集）
- 2015年：《愛·回家 (第二輯)》飾 瑜伽學生
- 2015年：《樓奴》飾 大學生（第13集）
- 2016年：《殭》飾 食客
- 2016年：《火線下的江湖大佬》飾 來賓（第18集）
- 2016年：《純熟意外》飾 蔡詩英（整容前）（第7、8集）
- 2016年：《一屋老友記》飾 Gordon妻（第12集）
- 2016年：《為食神探》飾 按摩師（第4集）
- 2017年起：《愛·回家之開心速遞》飾 士多老闆娘（第15集） ／ 池美麗
- 2017年：《親親我好媽》飾 麻雀腳（第6集）
- 2017年：《全職沒女》飾 新娘（第4集）
- 2017年：《燦爛的外母》飾 路人（第11集）
- 2017年：《降魔的》飾 的士乘客
- 2019年：《我們與合格的距離》（See See TVB 網劇）飾 日系美少女
- 2020年：《丫鬟大聯盟》飾 姑娘（第8集）
- 2020年：《降魔的2.0》飾 女鬼（第10集）
- 2020年：《C9特工》飾 陳太
- 2021年：《陀槍師姐2021》飾 情侶（第24集）
- 2021年：《七公主》飾 阿新妻子
- 2022年：《痞子殿下》飾 惡女人
- 2023年：《本尊就位》飾 天香（第1集）
- 2024年：《法證先鋒6 倖存者的救贖》飾 藤木花子

### 綜藝節目
- 2005年：《殘酷一叮》（參賽者）
- 2019年：《Think Big天地》（演出大明猩短片、12月16日）
- 2019年：《今日VIP》（12月27日嘉賓）

### 廣告
- 2017年：AYURVEDA BEAUTY「皇牌暗瘡去印組合」
- 2019年：港鐵「小角色 堅持呀！」
- 2019年：勞工處「減低站立工作的健康風險」

## 外部連結
- 鍾凱琪的Instagram帳戶